# The Mark, Tom, and Travis Show (The Enema Strikes Back)
The Mark, Tom and Travis Show (The Enema Strikes Back!) es un álbum en vivo de la banda estadounidense Blink-182. El álbum, producido por Jerry Finn, fue lanzado el 7 de noviembre de 2000 a través del sello MCA Records. Contiene canciones de los álbumes Cheshire Cat, Dude Ranch y Enema of the State, centrándose principalmente en este último.
«Man Overboard» es la única canción en el álbum que fue grabada en el estudio, inicialmente se grabó en las sesiones de Enema of the State. Esta alcanzó el puesto número dos en la lista Alternative Songs de Billboard. El álbum se vio en un lanzamiento limitado y en los últimos años se ha convertido en menos frecuente debido a la falta de disponibilidad. Este ha recibido críticas mixtas por parte de los críticos profesionales.

## Antecedentes y grabación
El álbum en vivo está basado en canciones grabadas en noviembre de 1999 en San Francisco y Universal City, California. Aunque las referencias del álbum muestran que fue en la gira de verano del 2000 (The Mark, Tom y Travis Show Tour), el álbum se grabó en el Loserkids Tour en 1999. «Man Overboard» es la única canción de estudio grabada para el álbum, esta fue escrita en 1999 para Enema of the State. La banda entró al estudio a mediados de 2000, para grabar la versión final de la canción. Esta fue lanzada un mes antes del lanzamiento del álbum por KROQ, MTV y el sitio web de la banda, la canción impacto en las radios estadounidenses el 18 de septiembre de 2000 y debutó en la lista Alternative Songs el 30 de septiembre del mismo año, en la posición número treinta y uno. Posteriormente, se lanzó el video musical, el cual resulta ser una especie de broma a sus propios videos —«What's My Age Again?», «All the Small Things» y «Adam's Song»—.
Después de «Man Overboard», el álbum vuelve al ambiente en vivo con veintinueve pistas ocultas conocidas colectivamente como «Words of Wisdom» —en español: «Palabras de la sabiduría»—. Estas pistas de menos de un minuto de duración, son bromas hechas en el escenario por Mark Hoppus y Tom DeLonge, el uno hacia el otro. Sus chistes y su «toilet humor» es una de las razones por lo que la banda era conocida, y aquí se ejemplifica. El álbum también cuenta con material inédito, como «Family Reunion» —grabada en las sesiones de Enema of the State—, «Blow Job» y «The Country Song».

## Cambio lírico
- En «Don't Leave Me», Mark dice: «Just like last night» en lugar de «Just like last time».
- En «Aliens Exist», Tom cambia las líneas: «I got an injection/of fear from the abduction/my best friend thinks I'm just telling lies» por «I got an injection/of love from the erection/my best friend thinks I'm just humping guys». Cuando Tom canta la última línea: «I'm not like you guys, twelve majestic lies», Mark interviene cantando «Tom has sex with guys».
- En «Going Away to College», Mark canta «But you're so beautiful, Skylee» —el nombre de su esposa Skye Everly—, en lugar de «But you're so beautiful to me»
- Durante «What's My Age Again?», Mark remplaza la línea, «What's My Age Again?» por «Where's My Asian Friend». Y también se puede oír a Tom haciéndole eco a Mark cuando dice «sodomy» (sodom-me) con «sodom-you».
- En «Voyeur» hay dos cambios líricos. En el primer verso «The lonely guy I am, I wait for her to change» es cambiado por «The lonely guy I am, I like to watch her change». En el puente: «He kicks my ass so much, that filthy white inbred» se cambia por «He kicks my ass so much, that fucking white inbred».
- Durante «Carousel», Mark remplaza la línea «I guess it's just another» con «I had sex with your mother».

## Lista de canciones
1. «Dumpweed» – 2:53
2. «Don't Leave Me» – 2:38
3. «Aliens Exist» – 3:43
4. «Family Reunion» – 0:51
5. «Going Away to College» – 3:40
6. «What's My Age Again?» – 3:18
7. «Rich Lips» – 3:35
8. «Blow Job» – 0:40
9. «Untitled» – 3:07
10. «Voyeur» – 3:28
11. «Pathetic» – 2:51
12. «Adam's Song» – 4:35
13. «Peggy Sue» – 3:47
14. «Wendy Clear» – 4:09
15. «Carousel» – 3:38
16. «All the Small Things» – 3:35
17. «Mutt» – 3:39
18. «The Country Song» – 1:00
19. «Dammit (Growing Up)» – 3:05
20. «Man Overboard» – 2:46

Después de "Man Overboard" y como "bonus tracks escondidos", se incluyeron audios de corta duración con frases que ellos mismos dijeron durante determinados momentos del show:
1. «My Own Nudist Colony» – 0:22
2. «Fuck Everybody Else» – 0:38
3. «Say Some Dirty Words» – 0:34
4. «I Like Your Hair» – 0:09
5. «For All the Ladies...» – 0:21
6. «Golf Tournament» – 0:35
7. «A Note From Your Mom» – 0:16
8. «What I Learned in Fifth Grade» – 0:07
9. «Fuck You Tom» – 0:18
10. «Smells Like Blood And Feces» – 0:18
11. «Safe Sex» – 0:25
12. «The Most Special Kind of Love» – 0:27
13. «My Boner Just Died» – 0:11
14. «Someone Lost A Contact Lens» – 0:25
15. «I Gotta Go Pee-Pee» – 0:33
16. «Hurt Kid» – 0:17
17. «I Wish I Took Guitar Lessons» – 0:19
18. «I Know A Guy» – 0:42
19. «Excuse Me, Security Guard» – 0:22
20. «Mark's Middle Name» – 0:10
21. «I Still Have to Go Pee» – 0:10
22. «You Shave Your Ass!» – 0:35
23. «We Need a New Guitarist» – 0:17
24. «If I Were A Girl» – 0:05
25. «Santa Will Rape Your Dogs» – 0:14
26. «I'm Ashamed to Be Myself» – 0:22
27. «Fuck Wiping!» – 0:18
28. «7-Up» – 0:06
29. «Last Words from Satan» – 0:55

## Posicionamiento
Álbum - Billboard (Norteamérica)
| Año  | Listas              | Posición |
| ---- | ------------------- | -------- |
| 2000 | Billboard 200       | 8        |
| 2000 | Top Canadian Albums | 4        |
| 2000 | Top Internet Albums | 16       |

Man Overboard:
- N.º 2 en Modern Rock Tracks de 2000.